# Акдалинський сільський округ (Ариська міська адміністрація)
Акдали́нський сільський округ (каз. Ақдала ауылдық округі, рос. Акдалинский сельский округ) — адміністративна одиниця у складі Ариської міської адміністрації Туркестанської області Казахстану. Адміністративний центр — село Акдала.
Населення — 3506 осіб (2021; 3330 у 2009, 4537 у 1999, 3945 у 1989).
Станом на 1989 рік існувала Акдалинська сільська рада (села Акдала, Акин Жакип, Бугунь, Дарміно, Єнбекші, Каражантак, Тахірколь, Тогайли). Пізніше села Дарміно, Каражантак та Санали (колишнє село Бугунь) утворили окремий Дарменіський сільський округ. 2023 року ліквідовано села Акин Жакип, Тахірколь та Тогайли.

## Склад
До складу округу входять такі населені пункти:
| Населений пункт       | Колишні назви | Населення, осіб (1989) | Населення, осіб (1999) | Населення, осіб (2009) | Населення, осіб (2021) |
| --------------------- | ------------- | ---------------------- | ---------------------- | ---------------------- | ---------------------- |
| Акдала, село          | -             | 2502                   | 2569                   | 2822                   | 3175                   |
| Акин Жакип, село      | -             | 260                    | 256                    | 56                     | 25                     |
| Пакентай Арапов, село | Єнбекші       | 635                    | 315                    | 232                    | 276                    |
| Тахірколь, село       | -             | 209                    | 438                    | 104                    | 20                     |
| Тогайли, село         | -             | 339                    | 959                    | 116                    | 10                     |